# سارة اندروز
سارة اندروز (26 ديسمبر 1981 في أستراليا - ) (بالإنجليزية: Sarah Andrews)‏ هي لاعبة كريكت أسترالية. شاركت مع منتخب أستراليا الوطني للكريكت. أما مع النوادي، فقد لعبت مع New South Wales Breakers ‏.

## وصلات خارجية
- سارة اندروز على موقع إي آس بي آن كريك إنفو (الإنجليزية)